# Pod Egidą
Pod Egidą – polski kabaret satyryczny. Powstał w 1967 roku, kontynuując tradycje artystyczne Kabaretu Hybrydy.

## Historia

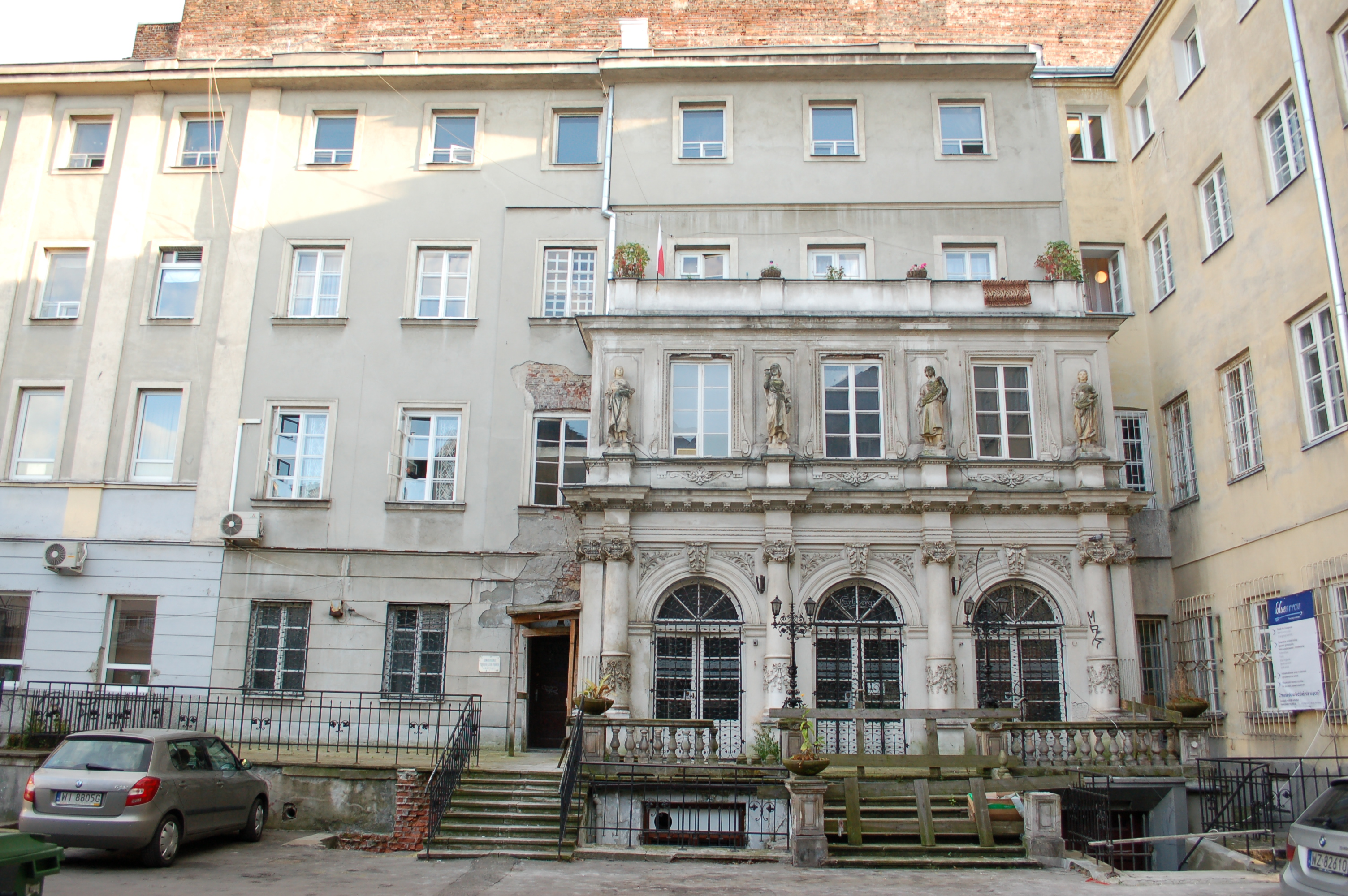
Gmach Towarzystwa Przyjaciół Sztuk Pięknych (Warszawa), w którego piwnicach mieściła się pierwsza siedziba kabaretu Pod Egidą

Kabaret został założony w 1967 roku z inicjatywy Jana Pietrzaka. Członkami zespołu artystycznego byli: Wojciech Brzozowicz, Jonasz Kofta, Barbara Krafftówna, Adam Kreczmar, Hanna Okuniewicz, Krzysztof Paszek, Anna Prucnal, Jan Raczkowski, Kazimierz Rudzki, Wojciech Siemion, Jan Stanisławski. Pierwszy występ odbył się 10 lutego 1968 roku. W latach 1967–1975 siedzibą kabaretu był pałacyk Towarzystwa Przyjaciół Sztuk Pięknych przy ulicy Chmielnej 5. 
Na początku lat osiemdziesiątych do zespołu dołączyli: Ewa Błaszczyk, Ewa Dałkowska, Krzysztof Daukszewicz, Paweł Dłużewski, Jerzy Dobrowolski, Piotr Fronczewski, Janusz Gajos, Edyta Geppert, Kazimierz Kaczor, Marek Majewski, Wojciech Pszoniak.
W latach dziewięćdziesiątych Kabaret pod Egidą miał stałe lokale w Krakowie i Bytomiu. Wśród jego członków znajdowali się:  Maciej Damięcki, Marcin Daniec, Agnieszka Fatyga, Krzysztof Heering, Jacek Kaczmarski, Emilian Kamiński, Stanisław Klawe, Krzysztof Piasecki, Danuta Rinn, Krystyna Sienkiewicz, Andrzej Szczepkowski, Marcin Wolski, Renata Zarębska. 
Od początku XXI wieku kabaret jest głównie związany z Janem Pietrzakiem. Od października 2007 do kwietnia 2008 roku współpracował z Ośrodkiem Kultury Ochota w Warszawie. Do jego zespołu dołączyli m.in. Edward Hulewicz, Joanna Jeżewska, Ryszard Makowski, Rafał A. Ziemkiewicz.

## Styl
Kabaret pod Egidą wypracował własny styl satyryczny. W okresie cenzury politycznej teksty wypowiedzi były pisane w taki sposób, by ukazać widzom parodię rzeczywistości i uniknąć jednocześnie zakazu występów. Teksty dla kabaretu pisali m.in. Agnieszka Osiecka, Daniel Passent, Maciej Rybiński. 